# Miagrammopes albomaculatus
Miagrammopes albomaculatus är en spindelart som beskrevs av Tord Tamerlan Teodor Thorell 1891. Miagrammopes albomaculatus ingår i släktet Miagrammopes och familjen krusnätsspindlar.
Artens utbredningsområde är Nicobarerna. Inga underarter finns listade i Catalogue of Life.